# Star Wars, épisode VI : Le Retour du Jedi (bande originale)
Albums de John Williams
Monsignor
(1982) Indiana Jones et le Temple maudit
(1984)
Bandes originales de Star Wars
L'Empire contre-attaque
(1980) La Menace fantôme
(1999)
La bande originale de Star Wars, épisode VI : Le Retour du Jedi a été composée par John Williams, et a été interprétée par le London Symphony Orchestra dirigé par John Williams lui-même.

## Listes des titres -Special Edition
| CD 1    | CD 1                                                       | CD 1  | CD 1 | CD 1 | CD 1 | CD 1 | CD 1 | CD 1 | CD 1 |
| No      | Titre                                                      | Durée |      |      |      |      |      |      |      |
| ------- | ---------------------------------------------------------- | ----- | ---- | ---- | ---- | ---- | ---- | ---- | ---- |
| 1.      | 20th Century Fox Fanfare                                   | 0:22  |      |      |      |      |      |      |      |
| 2.      | Main Title/Approaching the Death Star/Tatooine Rendezvous) | 9:17  |      |      |      |      |      |      |      |
| 3.      | The Droids Are Captured                                    | 1:21  |      |      |      |      |      |      |      |
| 4.      | Bounty for a Wookiee                                       | 2:50  |      |      |      |      |      |      |      |
| 5.      | Han Solo Returns                                           | 4:01  |      |      |      |      |      |      |      |
| 6.      | Luke Confronts Jabba/Den of the Rancor/Sarlacc Sentence    | 8:51  |      |      |      |      |      |      |      |
| 7.      | The Pit of Carkoon/Sail Barge Assault                      | 6:02  |      |      |      |      |      |      |      |
| 8.      | The Emperor Arrives/The Death of Yoda/Obi-Wan's Revelation | 10:58 |      |      |      |      |      |      |      |
| 9.      | Alliance Assembly                                          | 2:10  |      |      |      |      |      |      |      |
| 10.     | Shuttle Tydirium Approaches Endor                          | 4:09  |      |      |      |      |      |      |      |
| 11.     | Speeder Bike Chase/Land of the Ewoks                       | 9:38  |      |      |      |      |      |      |      |
| 12.     | The Levitation/Threepio's Bedtime Story                    | 2:46  |      |      |      |      |      |      |      |
| 13.     | Jabba's Baroque Recital                                    | 3:09  |      |      |      |      |      |      |      |
| 14.     | Jedi Rocks                                                 | 2:42  |      |      |      |      |      |      |      |
| 15.     | Archival Bonus Track: Sail Barge Assault (Alternate)       | 5:04  |      |      |      |      |      |      |      |
| 1:13:20 |                                                            |       |      |      |      |      |      |      |      |

| CD 2    | CD 2                                                                      | CD 2  | CD 2 | CD 2 | CD 2 | CD 2 | CD 2 | CD 2 | CD 2 |
| No      | Titre                                                                     | Durée |      |      |      |      |      |      |      |
| ------- | ------------------------------------------------------------------------- | ----- | ---- | ---- | ---- | ---- | ---- | ---- | ---- |
| 1.      | Parade of the Ewoks                                                       | 3:28  |      |      |      |      |      |      |      |
| 2.      | Luke and Leia                                                             | 4:46  |      |      |      |      |      |      |      |
| 3.      | Brother and Sister/Father and Son/The Fleet Enters Hyperspace/Heroic Ewok | 10:40 |      |      |      |      |      |      |      |
| 4.      | Emperor's Throne Room                                                     | 3:26  |      |      |      |      |      |      |      |
| 5.      | The Battle of Endor I                                                     | 11:50 |      |      |      |      |      |      |      |
| 6.      | The Lightsaber/The Ewok Battle                                            | 4:31  |      |      |      |      |      |      |      |
| 7.      | The Battle of Endor II                                                    | 10:03 |      |      |      |      |      |      |      |
| 8.      | The Battle of Endor III                                                   | 6:04  |      |      |      |      |      |      |      |
| 9.      | Leia's News/Light of the Force                                            | 3:24  |      |      |      |      |      |      |      |
| 10.     | Victory Celebration/End Title                                             | 8:34  |      |      |      |      |      |      |      |
| 11.     | Ewok Feast/Part of the Tribe                                              | 4:02  |      |      |      |      |      |      |      |
| 12.     | Archival Bonus Track: The Forest Battle (Concert Suite)                   | 4:05  |      |      |      |      |      |      |      |
| 1:14:44 |                                                                           |       |      |      |      |      |      |      |      |

## Récompenses et nominations
- Grammy Awards de la meilleure musique de film
- nomination à l'Oscar de la meilleure musique de film
- nomination au Saturn Award de la meilleure musique
- nomination au Grammy Awards de la meilleure bande originale